# Прапор Массачусетсу
Прапор Массачусетсу (англ. Flag of Massachusetts) — один з державних символів американського штату Массачусетс.
Прапор є білим прямокутним полотнищем із гербом у центрі, де на синьому щиту зображений алгонкін з луком та стрілами.
Хоча Массачусетс входить до складу США з 1776 року, але аж до 1908 року штат не мав офіційно затвердженого прапора. У 1915–1971 роках зворотний бік прапора мав вигляд білого полотнища з синім щитом у центрі, на якому була зображена сосна. Прапор губернатора Массачусетсу — біле трикутне полотнище з гербом у центрі.

## Галерея

Попередній прапор штату, 6 березня 1915 — 31 жовтня 1971
Військово-морський і морський прапор штату
Прапор губернатора штату